# Liste von Sakralbauten in Burgdorf
Die Liste von Sakralbauten in Burgdorf nennt Kirchengebäude und andere Sakralbauten in Burgdorf, Region Hannover, Niedersachsen.

## Liste
| Bild | Name                                     | Ort                    | Koordinaten                     | Konfession der Gemeinde |
| ---- | ---------------------------------------- | ---------------------- | ------------------------------- | ----------------------- |
|      | St. Nikolaus                             | Burgdorf               | 52° 26′ 58,5″ N, 10° 0′ 54,8″ O | römisch-katholisch      |
|      | St. Pankratius                           | Burgdorf               | 52° 26′ 46,1″ N, 10° 0′ 24,5″ O | evangelisch-lutherisch  |
|      | St. Paulus                               | Burgdorf               | 52° 26′ 46,1″ N, 10° 0′ 24,5″ O | evangelisch-lutherisch  |
|      | Neuapostolische Kirche Gemeinde Burgdorf | Burgdorf               | 52° 27′ 2,8″ N, 10° 0′ 34,5″ O  | neuapostolisch          |
|      | Kapelle Otze                             | Otze                   | 52° 29′ 6,6″ N, 10° 0′ 41,7″ O  | evangelisch-lutherisch  |
|      | Neuapostolische Kirche Ehlershausen      | Ramlingen-Ehlershausen | 52° 30′ 59,4″ N, 10° 0′ 46,4″ O | neuapostolisch          |
|      | Martin-Luther-Kirche Ehlershausen        | Ramlingen-Ehlershausen | 52° 31′ 13,5″ N, 10° 1′ 12,3″ O | evangelisch-lutherisch  |
|      | Kapelle Ramlingen                        | Ramlingen-Ehlershausen | 52° 30′ 38,4″ N, 9° 59′ 30,6″ O | evangelisch-lutherisch  |
|      | Kapelle Weferlingsen                     | Weferlingsen           | 52° 28′ 40,7″ N, 10° 2′ 36,4″ O | evangelisch-lutherisch  |